# جوینر هلمز
جوینر هلمز (انگلیسی: Joyner Holmes؛ زادهٔ ۲۲ فوریهٔ ۱۹۹۸) بازیکن بسکتبال اهل ایالات متحده آمریکا است.
وی در مسابقات کشوری و بین‌المللی در مجموع برندهٔ ۱ مدال طلا، ۱ مدال نقره شده‌است.